# 10470 Bartczak
10470 Bartczak è un asteroide della fascia principale. Scoperto nel 1981, presenta un'orbita caratterizzata da un semiasse maggiore pari a 2,3413940 UA e da un'eccentricità di 0,1345378, inclinata di 6,62334° rispetto all'eclittica.